# Rövidszőrű magyar vizsla
A rövidszőrű magyar vizsla világszerte az egyik legismertebb magyar vadászkutya. Legközelebbi rokona a drótszőrű magyar vizsla. 

## Története
Régi magyar vadászkutya, amely több fajta keresztezéséből alakult ki. Már honfoglaló őseink mellett, akik szenvedélyes vadászok voltak, feltűnt egy vadászkutya, amely követte őket a vándorlások során a Kárpát-medencébe. Sárga, esetleg barna színű, néha foltos volt és a vadászat minden mozzanatánál segítségére volt a vadásznak. Ez a mára kihalt kopó volt a mai magyar vizsla őse. Legkorábbi ábrázolása az 1100 és 1120 között készült Codex Albensisben található, de a Képes krónikában is felbukkan a „kajtárkodó kopó” képe. Hunor és Magor találkozása a csodaszarvassal című képen négy jól felismerhető vizsla látható. A vizsla említésével nemeseink levelezésében is gyakran találkozhatunk. A magyar nyelvben a vizsla szót, valószínűleg a vigy, vizs, vis alakból képezték, melynek jelentése vigyáz vagy vizslat.
A török hódoltság korában megjelent hazánkban a törökök sárga vadászkutyája a sloughi, amely kereszteződött az itt élő vadászkutyákkal és kialakult vizslánk alaptípusa. Az 1731-ből származó adat szerint a trencséni Zay család kezdett először foglalkozni a tenyésztésével, és valószínű, hogy egy Angliából származó spanyol vizslát is bevontak a tenyésztésbe. Ekkor még a vizsla gesztenyebarna színben vagy fehér jegyekkel is létezett. A 19. század végén megritkult az állomány, ekkor vonták be a tenyésztésbe a pointert és a német rövidszőrű vizslát.
1920-ban megkezdték a fajta törzskönyvezését, 1928-ban elkészült a fajtaleírás (standard), és 1935-ben az FCI bejegyezte a hivatalosan elismert fajták közé. A második világháború után a veszteségeket pótlandó a gödöllői tenyésztelepen indult újra a tenyésztése. Ma már nem tartozik a veszélyeztetett fajták közé, hiszen a világon az egyik legismertebb magyar fajta, amelynek jelentős állományai vannak Nyugat-Európában és az Egyesült Államokban.
Tiszta vérűként viszonylag rövid ideje, mintegy 80 éve tenyésztik.

## Külleme és jelleme

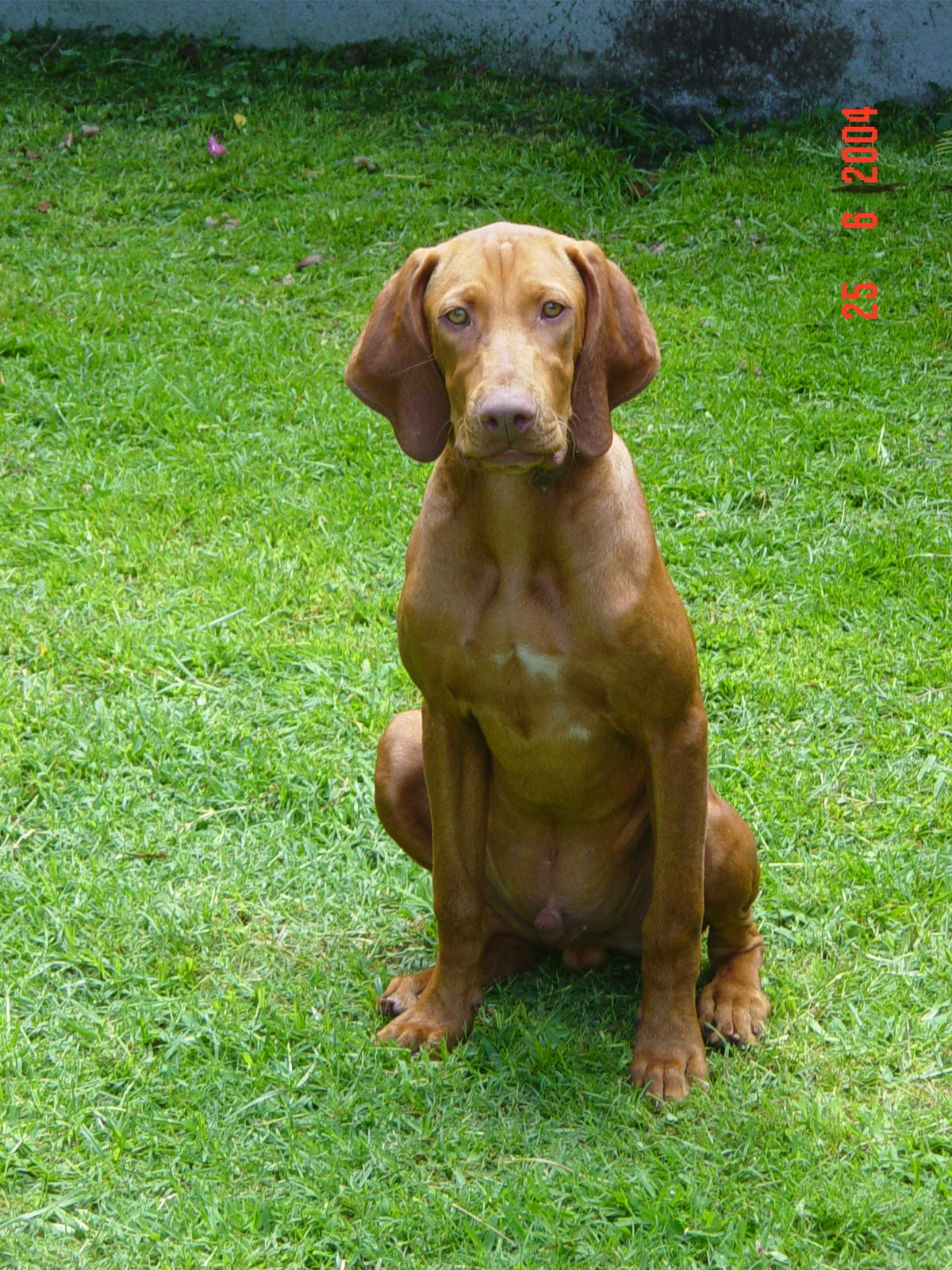
Kicsit megilletődött

A magyar vizslákra jellemző az elegáns megjelenés, a könnyed felépítés és a harmonikus mozgás. A vizslakölyköknek a szeme általában kék, de később barnára vált. Testalkata szikár, a szépség és erő harmóniáját tükrözi. A rövid szőrű vizsla zsemleszínű szőrzete alig kíván gondozást. A lakásban tartott példányok szőre egész évben hullik, ezért rendszeres kefélést igényel. Középnagy, 52–61 cm marmagasságú, 19–24 kg súlyú (egyes megtermett példányok akár a 35 kg-ot is elérhetik), rendkívül elegáns megjelenésű és mozgású, kedves, engedelmes természetű, még a vizslák közül is kitűnik intelligenciájával.
A vizslák között a legsokoldalúbbnak tartják, amely egyedül végzi el a pointerek, szetterek és a többi vadászkutya munkáját, szóval igazi mindenes. Helyt kell állniuk vízen, mezőn, erdőben is. Kiváló a szaglásuk, a levegőben terjedő szagokat persze a körülményektől függően, mint például páratartalom, szélerősség, hőmérséklet akár 150 méterről is megérzik, így a megsebzett vadat is könnyen megtalálják, és megfelelő távolságból „megállják”. Amikor megmozdul a vad, a vadásznak kell eldöntenie, hogy lelőhető-e a vad vagy sem, ezalatt a vizslának egy helyben kell maradnia. Az elejtett vadat készségesen a gazdájuk elé viszik. A rövid szőrű magyar vizsla nemcsak vadászkutya, hanem a család kedvence és a gyerekek játszópajtása is, hiszen intelligenciája, alkalmazkodóképessége minderre alkalmassá teszi. Rendkívül könnyen tanítható, de házőrzőnek nem alkalmas: a besurranót éppúgy körülrajongja, mint a közeli barátot. A drótszőrű magyar vizslával szemben a rövid szőrű inkább alkalmas lakásban tartásra, igazi „kanapé-specialista”, sőt télen a rövid szőrzete nem mindig nyújt megfelelő védelmet a metsző hideg ellen.
Városi tenyészetekben túlfinomodik, gyenge idegzetű lesz, noha szigorú és következetes tenyészkiválasztással a legjobb és modern vadászatra legalkalmasabb vizslát lehetne faragni belőle.
A magyar vizsla a tökéletes házikedvenc az aktív életet élő emberek számára. Egyetlen hátránya kajlasága, és olykor túlzott szeretetigénye, ami megnyilvánulhat korai ébresztés, fejjel való fellökés, vagy felugrálás formájában. Könnyen megtaníthatóak sportágakra, pl. teniszre, labdarúgásra, és egyéb, főleg labdajátékokra.
Nemcsak hazánkban, de külföldön is sokan tartják ezt a barátságos, szeretnivaló ebet.

## Betegségek
A fajta hajlamos olyan genetikai betegségekre, mint a daganat, szívelégtelenség, allergia, a külső hallójárat gyulladása, szemészeti probléma, csípőízületi diszplázia, epilepszia. A leggyakrabban előforduló betegség a Vizsla Myositis, amely nyelési problémákat, habos nyáladzást okoz. Az állkapcsok körüli izmokat gyengíti meg, nehézkessé téve a kutya táplálkozását.

## Képek

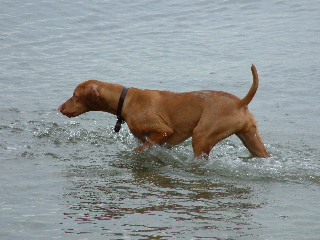
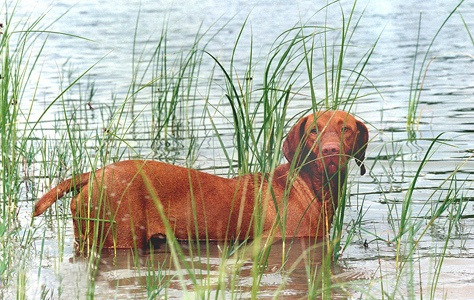
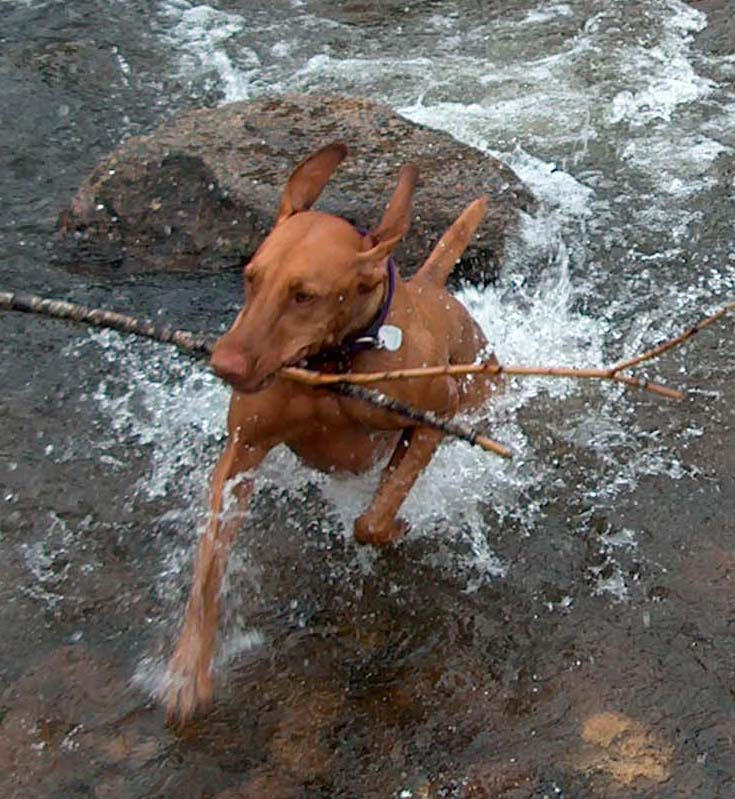
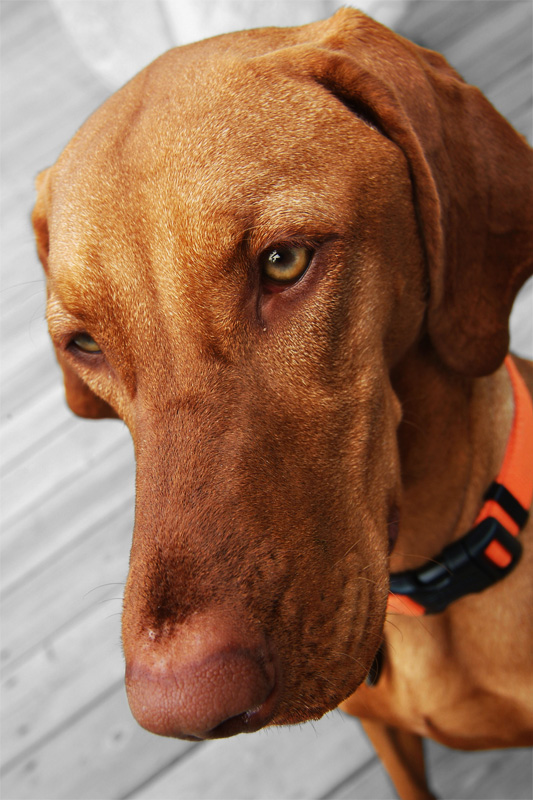
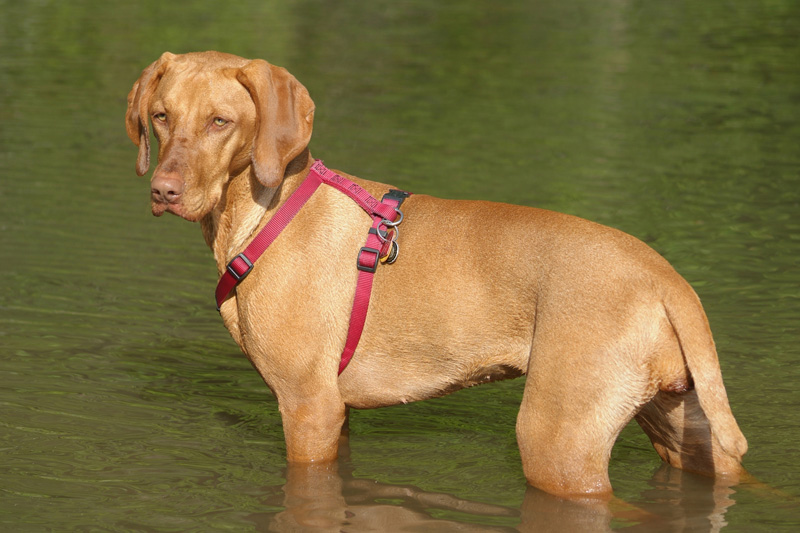
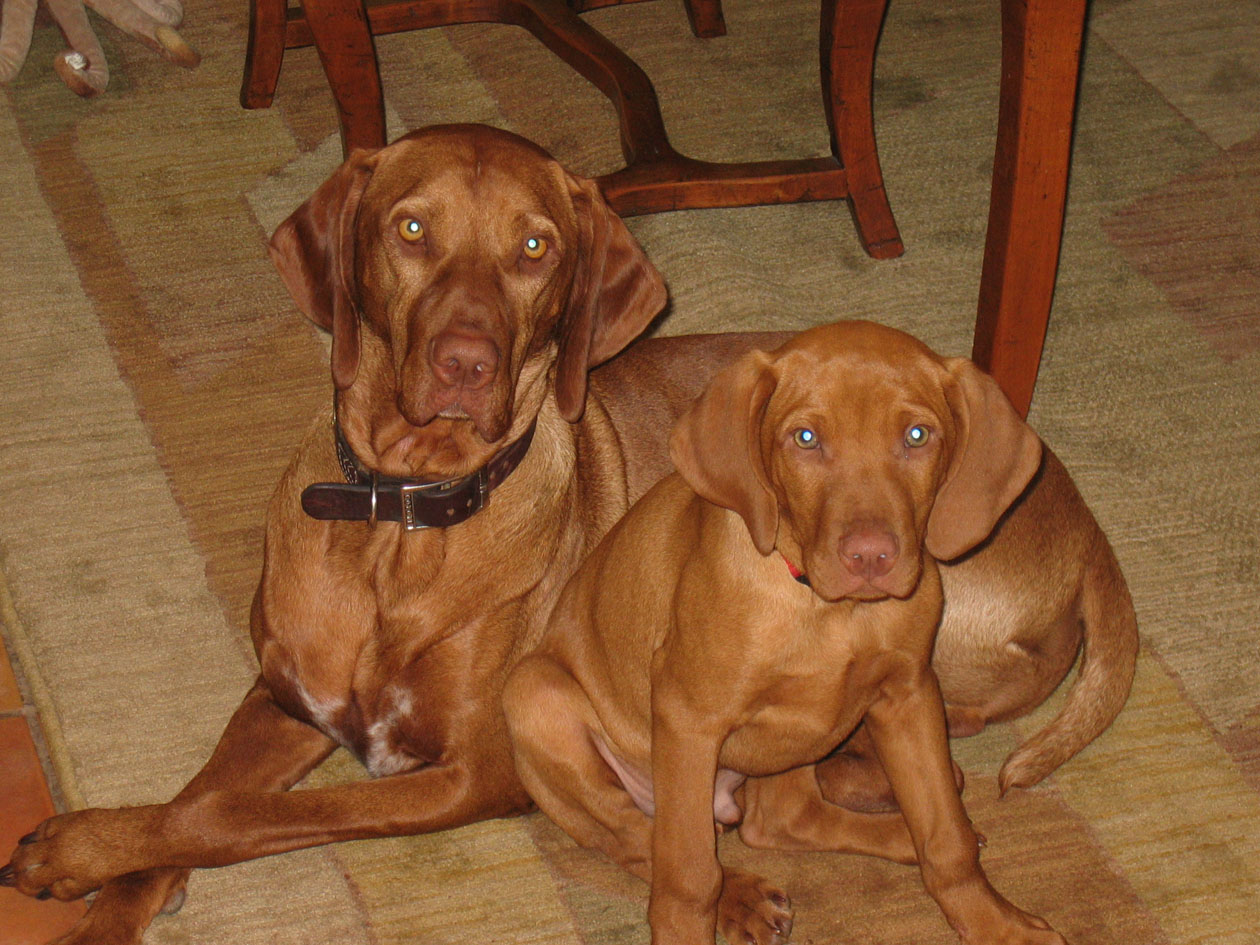
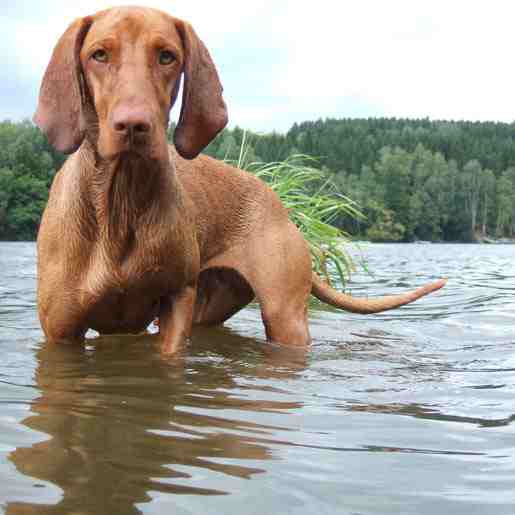
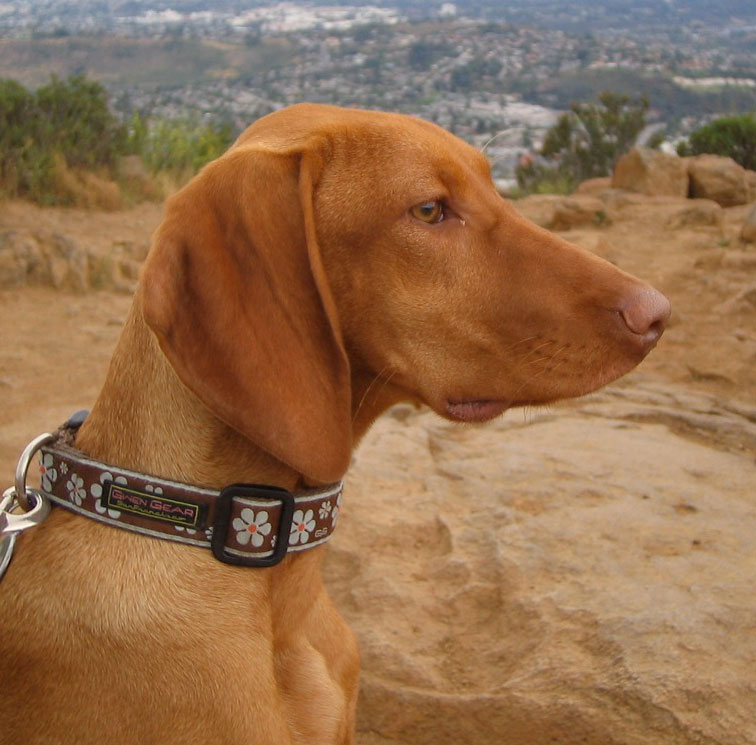
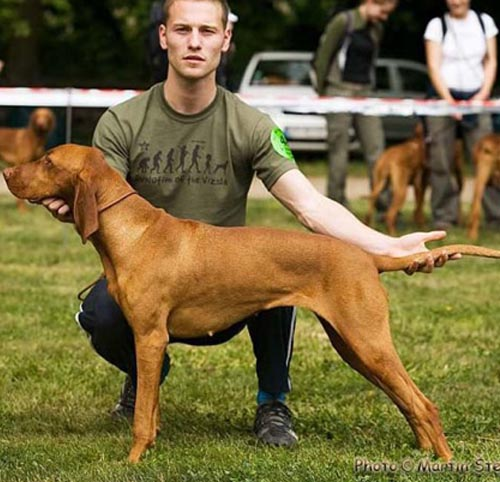
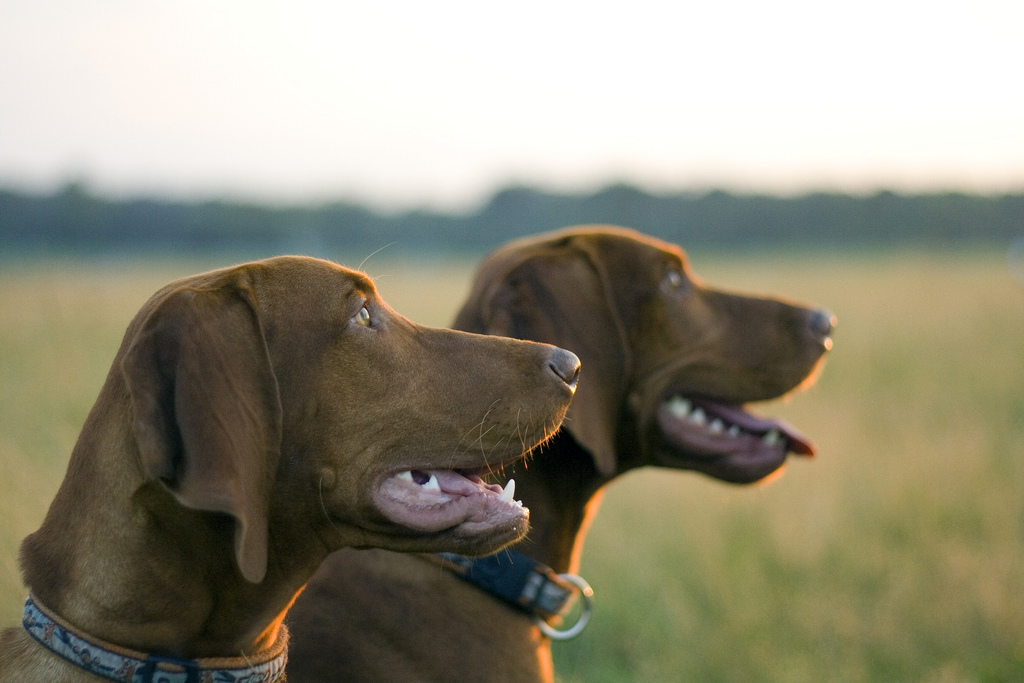
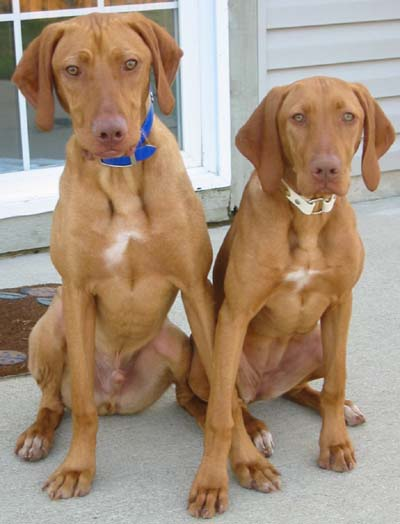
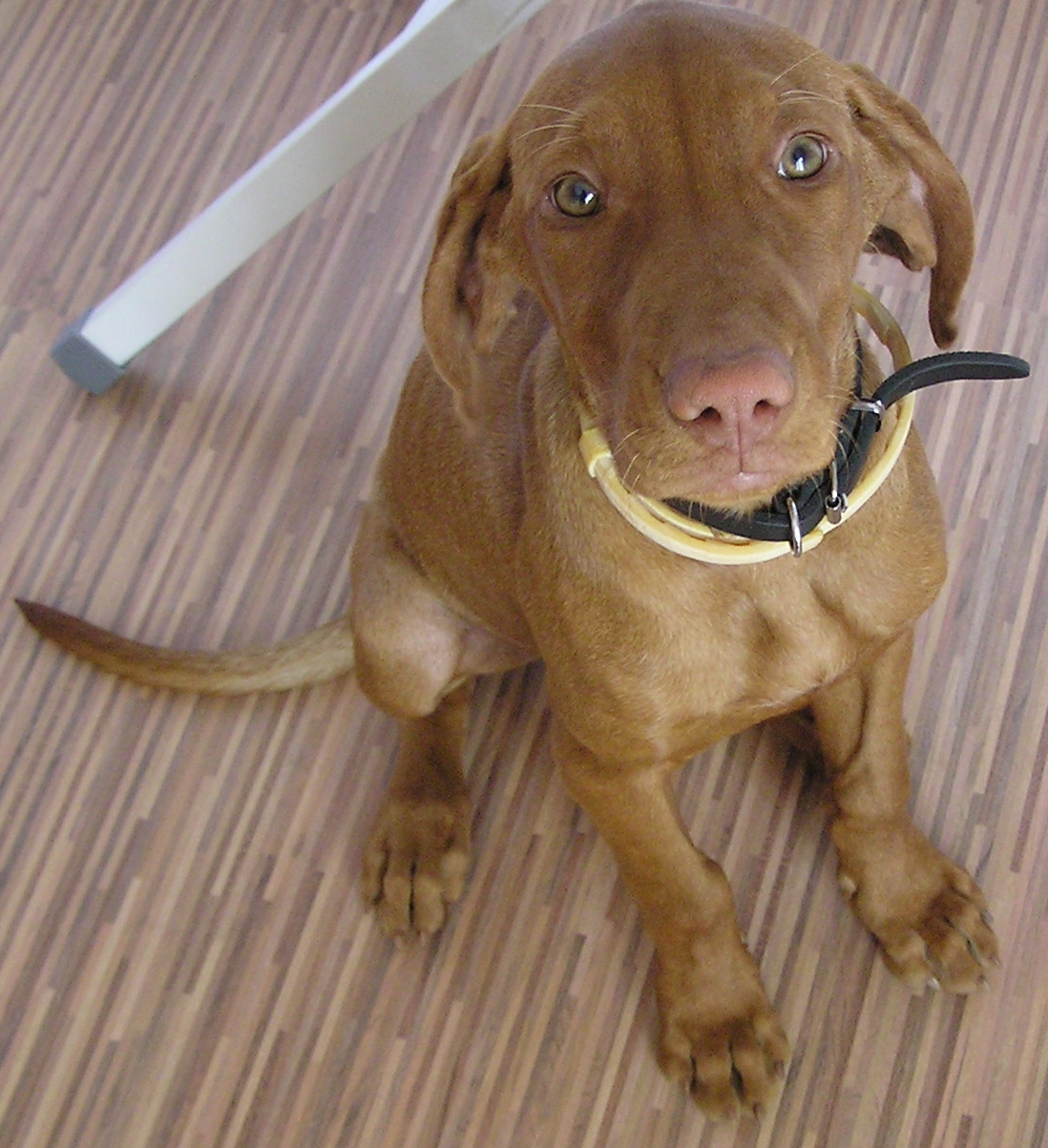

## Rokon fajták
- Drótszőrű magyar vizsla
- Rövidszőrű német vizsla
- Drótszőrű német vizsla
- Török vizsla